# IKFN-förordningen
Förordning (1982:756) om försvarsmaktens ingripanden vid kränkningar av Sveriges territorium under fred och neutralitet, m.m. eller IKFN-förordningen är de regler som gäller för försvarsmakten när Sveriges gränser kränks av utländska militära fordon, fartyg, flygplan eller personal. I förordningen finns handlingsregler för olika fall av kränkningar som är utformade så att de följer folkrättsliga regler. Förordningen anger hur olika typer av kränkningar av territoriet ska hanteras. Under vissa förutsättningar får vapenmakt användas med eller utan föregående varning. I de flesta fall som anges i förordningen beslutar militär chef på plats om hur en kränkning ska hanteras. Förordningen upphör att gälla om Sverige hamnar i krig.
Försvarsmakten har tagit fram Handbok IKFN som ger mer konkreta handlingsregler för hur förordningen ska tolkas och förordningens sammanhang med annan lagstiftning. 